# Cyrtandromoea angustifolia
Cyrtandromoea angustifolia är en tvåhjärtbladig växtart som först beskrevs av Friedrich Anton Wilhelm Miquel, och fick sitt nu gällande namn av Charles Baron Clarke. Cyrtandromoea angustifolia ingår i släktet Cyrtandromoea och familjen Gesneriaceae. Inga underarter finns listade i Catalogue of Life.